# Салвини (Торино)
Салвини је насеље у Италији у округу Торино, региону Пијемонт.
Према процени из 2011. у насељу је живело 43 становника. Насеље се налази на надморској висини од 846 м.